# Pholia Negra
A pholia Negra é um composto extraído da Ilex Paraguariensis (conhecida popularmente por erva-mate), que é uma planta nativa da região sul do continente americano. Esse fitoterápico tem papel conhecido na perda de peso, sendo composto pelo extrato seco da erva (padronizado), que apresenta alta concentração e balanceamento de seus marcadores ativos. Sua formulação utiliza uma tecnologia conhecida como “X’tract Vetorized” com o intuito de proteção para que o produto comercializado tenha maior vida útil e para a conservação das características originais. Todavia, outros  estudos  deverão  ser conduzidos nos próximos anos a fim de elucidar melhor o mecanismo  de  ação  e  real eficácia desse fitoterápico. A Pholia Negra tem se tornado uma opção de fitoterápico com objetivos de emagrecimento na atualidade, visto que a Agência Nacional de Vigilância Sanitária (ANVISA) proibiu a produção, comércio, manipulação e uso dos medicamentos com a base de femproporex, mazindol e anfepramona (medicamentos que fazem parte do grupo denominado inibidores de apetite do tipo anfetamínico) devido aos efeitos adversos relacionados ao uso de medicamentos que contém sibutramina. Até o momento ainda não foram descritos efeitos colaterais relacionados ao uso da Pholia Negra, no entanto não é recomendado seu uso à noite, pois pode provocar alterações do sono. Além disso, não é indicado o uso para pessoas hipertensas, com problemas cardíacos ou mulheres grávidas e deve ser utilizada sob recomendação médica.

## Características da erva
A erva-mate é uma planta da família das Aquifoliaceae, originária da região subtropical da América do Sul, presente no sul do Brasil, norte da Argentina, Paraguai e Uruguai. Foi classificada em 1822, pelo naturalista francês August de Saint Hillaire, o qual lhe deu o nome botânico de Ilex paraguariensis (BOGUSZEWSKI, 2007). É realizada uma infusão de chá, com as folhas dessa erva, conhecida como chimarrão pela região sul do Brasil. Houve uma alteração de um chá bebido por índios Guarani para uma bebida com um papel social em povos sul-americanos modernos. 
A  erva-mate é mais comumente utilizada na produção de bebidas, mas apresenta potencial para outras aplicações na indústria, como corante, conservante alimentar, medicamentos, produtos de  higiene  e  cosméticos  (MACCARI, 2000). As folhas de erva-mate possuem diversos compostos que estão relacionadas com atividades biológicas, sendo (HECK e DE MEJIA, 2007): 
- Cafeína: anticarcinogênica, antiobesidade, antioxidante, diurética, vasodiladora.
- Ácido clorogênico: antioxidante, analgésico, antiaterosclerose, bactericída, antidiabético, antitumoral.
- Clorofila: bactericida, anticâncer.
- Colina: antidiabética, lipotrópica.
- Ácido nicotínico: hipocolesterolêmica.
- Ácido pantonênico: antialérgico.
- Rutina: antioxidante, antitumoral, antiúlcera e vasodilatadora.
- Taninos: antioxidante, antitumoral.
- Teobromina: diurética, estimulante, miorelaxante.
- Teofilina: diurética, estimulante, vasodilatadora.
- Ácido ursólico: analgésico, antioxidante, antitumoral, antialzheimer.

## Informações gerais do fitoterápico
O fitoterápico Pholia Negra, comercializado por laboratórios de manipulação ou em lojas de suplemento e devem ser utilizadas de acordo com a recomendação médica, tem ação comprovada por estudos realizados em modelo animal, onde ocorreu a evidenciação de que os efeitos da Pholia Negra (15 mg/dia) foram semelhantes ao medicamento Sibutramina, comprovando, assim, seus efeitos antiobesidade. O Pholia Negra atua diretamente no estômago, retardando o esvaziamento gástrico e a velocidade de digestão dos alimentos, e aumentando, assim, a sensação de saciedade, diferentemente da Sibutramina, que é um medicamento também utilizado para emagrecer, mas que possui ação no sistema nervoso central e pode levar a uma série de complicações. Comercialmente é vendido em cápsulas gelatinosas e contém 100mg por cápsula sendo que a recomendação para uso é tomar 1 cápsula 2 vezes ao dia, entre 15 e 30 minutos antes das principais refeições. No entanto, apesar de ainda não existirem estudos concretos, há a teoria de que sua utilização excessiva pode levar a palpitações, gastrite, insônia, taquicardia, podendo descompensar a pressão arterial (STUPPIELLO, 2015). O preço varia de acordo com a concentração da Pholia Negra por cápsulas podendo ser entre R$ 60 e R$ 100,00. 

## Compostos ativos
Os compostos polifenólicos, presentes na erva-mate, têm sido demonstrado como potentes inibidores enzimáticos da lipase (enzima responsável pela absorção de gordura). Além disso, esses compostos apresentam ação antioxidante, o que contribui para reduzir o risco de inúmeras doenças, como cardiopatias, aterosclerose (já que diminui as chances de formação de ateroma, que são placas de gordura). Ademais, os polifenóis interagem, concomitantemente, com a cafeína, tendo a possibilidade de efeito prolongado da estimulação da termogênese, aumentando o gasto calórico em repouso (STUPRIELLO, 2015).
As propriedades antioxidantes mencionadas da Pholia Negra também previnem a oxidação do DNA e  lipoperoxidação do LDL e diurético (SANTANA, CELESTINO, DAMASCENO, 2013). Nesse sentido, o artigo “Perda de peso em ratos alimentados com ração hipercalórica e tratados com fitoterápico Pholia Negra” demonstra o que tem sido realizado em experimentos in vitro e in vivo, ao longo do tempo, onde os produtos extraídos da Ilex paraguariensis inibem a oxidação do lipoproteínas de baixa densidade (LDL), por suas substâncias ativas antioxidantes que são assimiladas e alcançam concentrações plasmáticas altas para inibir tal oxidação. Tais ações são importantes, pois a oxidação do DNA atrasa o envelhecimento, uma vez que acontece um ataque às células e gera a destruição de componentes vitais. A peroxidação lipídica leva à destruição de sua estrutura, perda das trocas metabólicas e, em última condição, à morte celular.
Estudos mostram que a Pholia Negra está relacionada com a adipogênese (um processo de desenvolvimento pelo qual a célula tronco mesenquimatosa multipotente se diferencia em um adipócito maduro) (FERNANDES, 2018). É mostrado também, que as saponinas presentes no insumo, auxiliam na liberação de sucos digestivos, principalmente a bile, e as metilxantinas podem ter ação diurética eliminando toxinas (STUPPIELLO, 2015), sendo o maior indicativo associado à redução de pesos.

## Combinação de fármacos
Além da utilização do fitoterápico Pholia Negra, grandes laboratórios têm investido na combinação de propriedades de fármacos com o mesmo objetivo para potencializar os resultados. Um exemplo dessa aplicação é a combinação da Pholia Negra com a Pholia Magra. A Pholia Magra é um fitoterápico que também tem o objetivo de auxiliar no emagrecimento. É extraída de uma planta brasileira (Cordia Ecalyculata vell) e é comercializada em forma de cápsulas. A diferença entre esses compostos é que a Pholia Magra é capaz de acelerar o metabolismo, aumentando a energia e facilitando a queima de gordura abdominal, além de possuir função diurética, facilitando a eliminação de líquidos e diminuindo o inchaço.